# Sulfonzuurhalogenide

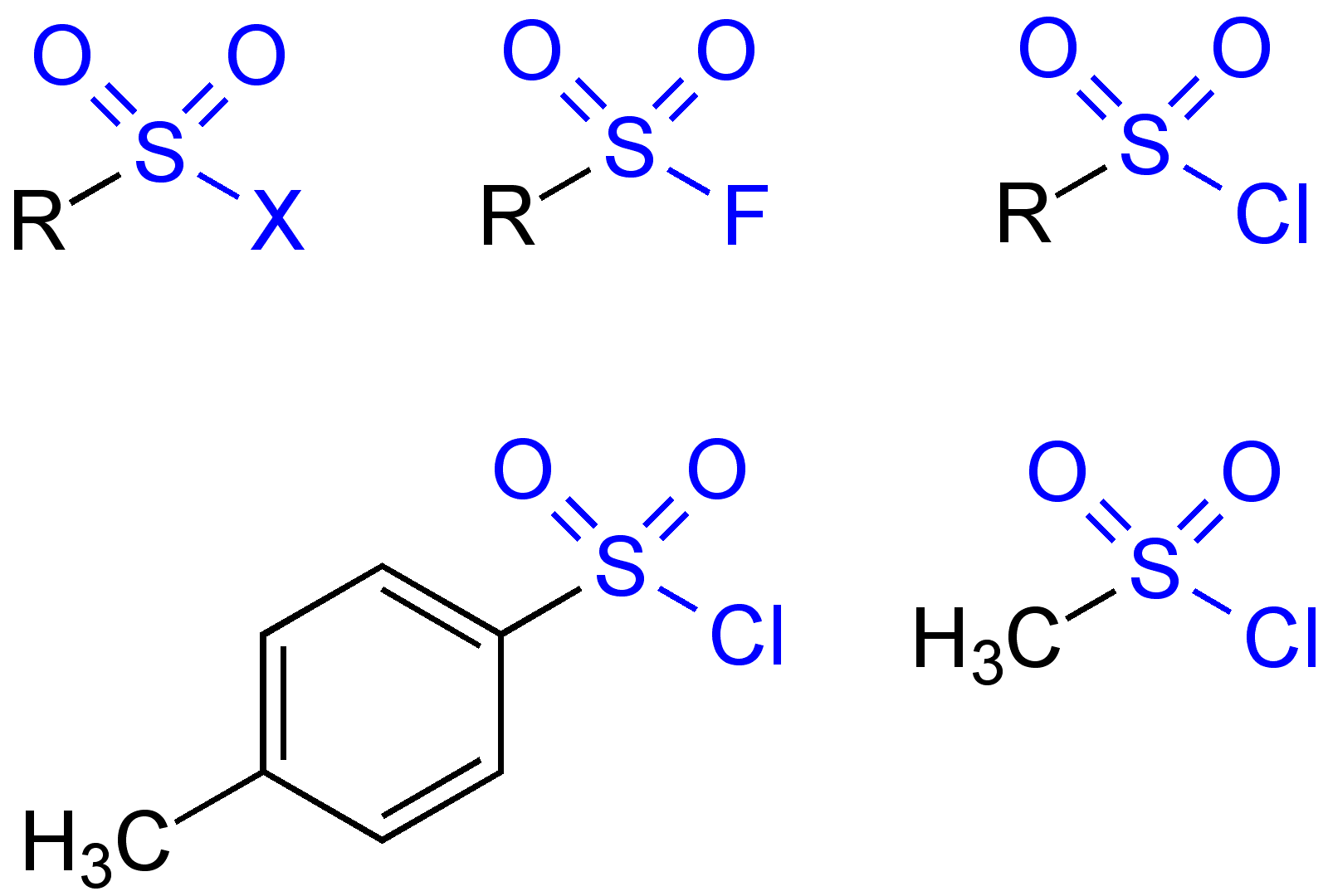
Structuurformule van een aantal sulfonzuurhalogeniden.

De sulfonzuurhalogeniden vormen een stofklasse in de organische chemie. Ze kunnen beschouwd worden als het zuurhalogenide van een sulfonzuur.

## Sulfonzuurfluoriden
Sulfonzuurfluoriden of sulfonylfluoriden worden als reagens in de organische synthese aangewend. Sommigen kennen ook industriële toepassingen, zoals de perfluoroctaansulfonylderivaten (afgekort tot PFOS), die ingezet worden als gefluoreerde oppervlakte-actieve stoffen.

## Sulfonzuurchloriden
Sulfonzuurchloriden of sulfonylchloriden kunnen reacties aangaan met nucleofielen, zoals alcoholen, water, primaire en secundaire amines. In het geval van een alcohol ontstaat een sulfonzuurester; in het geval van een amide wordt een sulfonamide gevormd. Belangrijke sulfonzuurchloriden zijn de tosylchloriden, brosylchloriden, nosylchloriden en mesitylchloriden.
Sulfonzuurchloriden worden gesynthetiseerd via de Reed-reactie.